# Strašnik, Peračica
Strašnik je potok, ki izvira v okolici naselja Brezje pri Tržiču na Gorenjskem. V bližini vasi Peračica se kot levi pritok izliva v potok Lešanjščica, ki se nato kot levi pritok izliva v potok Peračica. Ta se kot levi pritok izliva v Savo.